# Jože Dežman
Jože Dežman, slovenski muzealec, zgodovinar, arhivar in publicist, * 26. september 1955, Lesce.

## Življenje in delo
Diplomiral je 1997 kot filozof na ljubljanski Filozofski fakulteti. Leta 1979, dve desetletji pred diplomo, se je zaposlil v Gorenjskem muzeju v Kranju, od 2000 je tam delal kot muzejski svetovalec; imel je več vodilnih mest v Muzeju novejše zgodovine in v Arhivu Republike Slovenije. V raziskovalnem delu se je poleg zgodovine 20. stoletja posvetil še antropologiji, muzeologiji in muzejski kritiki. V slovenskem zgodovinopisju je odpiral nove smeri obravnavanj, predvsem iz zgodovine druge svetovne vojne, kot so okupacijski sistem na ravni vsakdanjega življenja, celovita obravnava žrtev vojne, mobilizirancev v nemško vojsko, raziskoval je državljansko vojno na Slovenskem; kritiziral je t. i. partizanski način pisanja zgodovine. Napisal in uredil je več zbornikov, katalogov, monografskih tekstov in pripravil več razstav ter objavil več sto publicističnih, pogosto političnih prispevkov v strokovnem in dnevnem časopisju ter drugih medijih. V letih 1993−2000 je urejal revijo Borec, glasilo Zveze združenj borcev in udeležencev narodnoosvobodilnega boja Slovenije.
Do leta 1998 je bil aktiven tudi v politiki. Bil je član Predsedstva RK ZSMS, član IO LDS, podpredsednik SO Radovljica, predsednik Komisije za ohranjanje in razvijanje revolucionarnih izročil pri RK ZSMS, predsednik OK ZSMS in OO LDS.  Dvakrat je bil direktor Muzeja novejše zgodovine Slovenije in je še vedno dolgoletni predsednik Komisije Vlade Republike Slovenije za reševanje vprašanj prikritih grobišč (od 2005). Leta 2012 je bil imenovan za direktorja Arhiva Republike Slovenije. Leta 2014 je doktoriral na Teološki fakulteti v Ljubljani. Po imenovanju ministra za kulturo Vaska Simonitija je Dežman s 1. februarjem 2021 ponovno stopil na čelo Muzeja novejše zgodovine Slovenije. V svojem mandatu je skupaj s sodelavci muzeja za ministra, ki mu je dodelil direktorski položaj, uredil jubilejni spominski zbornik. Po združitvi dveh muzejev mu je bila 27. marca 2023 vročena odpoved pogodbe o zaposlitvi zaradi nesposobnosti.

Dežman je temeljne značilnosti zločinov po drugi svetovni vojni opisal tako:
Pobijanje civilistov in vojnih ujetnikov po drugi svetovni vojni je največji pokol neoboroženih vseh časov na slovenskem ozemlju. V primerjavi z Evropo so jugoslovanski komunistični poboji po drugi svetovni vojni verjetno tik po stalinističnih usmrtitvah in veliki lakoti v Ukrajini. Število pomorjenih v Sloveniji spomladi 1945 je zdaj mogoče oceniti na več kot 100.000, Slovenija je bila največje povojno morišče v Evropi. Šlo je za mešanico dogodkov, ko so se v Sloveniji umikale nemške enote, kolaborantske enote, enote NDH, četniki in balkanski civilisti; pobitih je bilo tudi več kot 15.000 slovenskih prebivalcev. Zaradi svoje kratkosti, števila žrtev, načina usmrtitve in krutosti so to dogodki, ki jih lahko primerjamo z največjimi zločini komunizma in nacionalsocializma.
Njegov stric je bil narodni heroj, general Anton Dežman - Tonček, udeleženec bitke pri Dražgošah in po koncu vojne poveljnik gorenjske Udbe.